# Pit bull
Pit bull là một giống chó nhà có nguồn gốc từ châu Mỹ, được nuôi ở Anh và nuôi để làm vật giữ nhà và cũng được sử dụng trong những cuộc chọi chó. Chúng là giống chó được chọn giống từ loại chó bun Anh và chó sục. Đây là giống chó hiếu chiến, bền bỉ, gan lỳ được mệnh danh là sát thủ máu lạnh hay còn được gọi là chó chiến binh hay võ sĩ giác đấu. Thuật ngữ Pit bull bắt nguồn từ tên tiếng Anh gồm pit có nghĩa là cái hố lớn và bull có nghĩa là con bò mộng. Giống chó Pit bull đầu tiên được nuôi ở Anh vào thế kỷ thứ 18 dùng để đấu với các giống chó khác trong đấu trường hay trong một cái hố lớn để phục vụ cho những cuộc chiến máu me. Chúng còn được huấn luyện để đi săn.
Theo nghĩa rộng nhất, thuật ngữ "Pit Bull" có thể chỉ về một trong những giống bao gồm cả Chó sục Pit Bull Mỹ (American Pit Bull Terrier), Staffordshire Bull Terrier, American Staffordshire Terrier, hoặc bất kỳ những giống chó lai đó. Pit Bull được tạo ra với giống lai tạo giữa con chó ngao Anh và chó sục, nhưng mỗi nòi Pit Bull giống chó riêng biệt có một lịch sử phát triển riêng biệt.
Là giống chó nhập ngoại có nguồn gốc từ Mỹ, đặc tính rất hung dữ và hiếu chiến Dòng chó này có nguồn gốc từ châu Mỹ và đang dần được nuôi phổ biến ở Việt Nam. Được coi như hung thần của các loại chó chọi, với sức mạnh của cơ thể cộng với hàm răng sắc nhọn, khi đã xung trận Pitbull được ví như những chiến binh, chúng có thể cắn nhau đến hơi thở cuối cùng. Pitbull được xem là chúa tể của các loài chó chọi.
Trong một số giống chó chọi, Pitbull American được sử dụng trong các cuộc chọi chó nhiều hơn cả và trội về việc bảo vệ lãnh địa, bảo vệ chủ nhân. Có nguồn gốc từ Mỹ, có trọng lượng trung bình từ 30 – 40 kg, trông rất dũng mãnh và sẵn sàng tử chiến khi nhận được lệnh của chủ nhân. Loài vật này có thể đương đầu và hạ gục những con chó to hơn bản thân nhiều lần và không biết sợ hay chùn bước trước bất kì đối thủ nào. Ở Hoa Kỳ, chúng được coi là giống chó nguy hiểm nhất và được sử dụng trong chiến đấu.

## Đặc điểm

### Thể chất

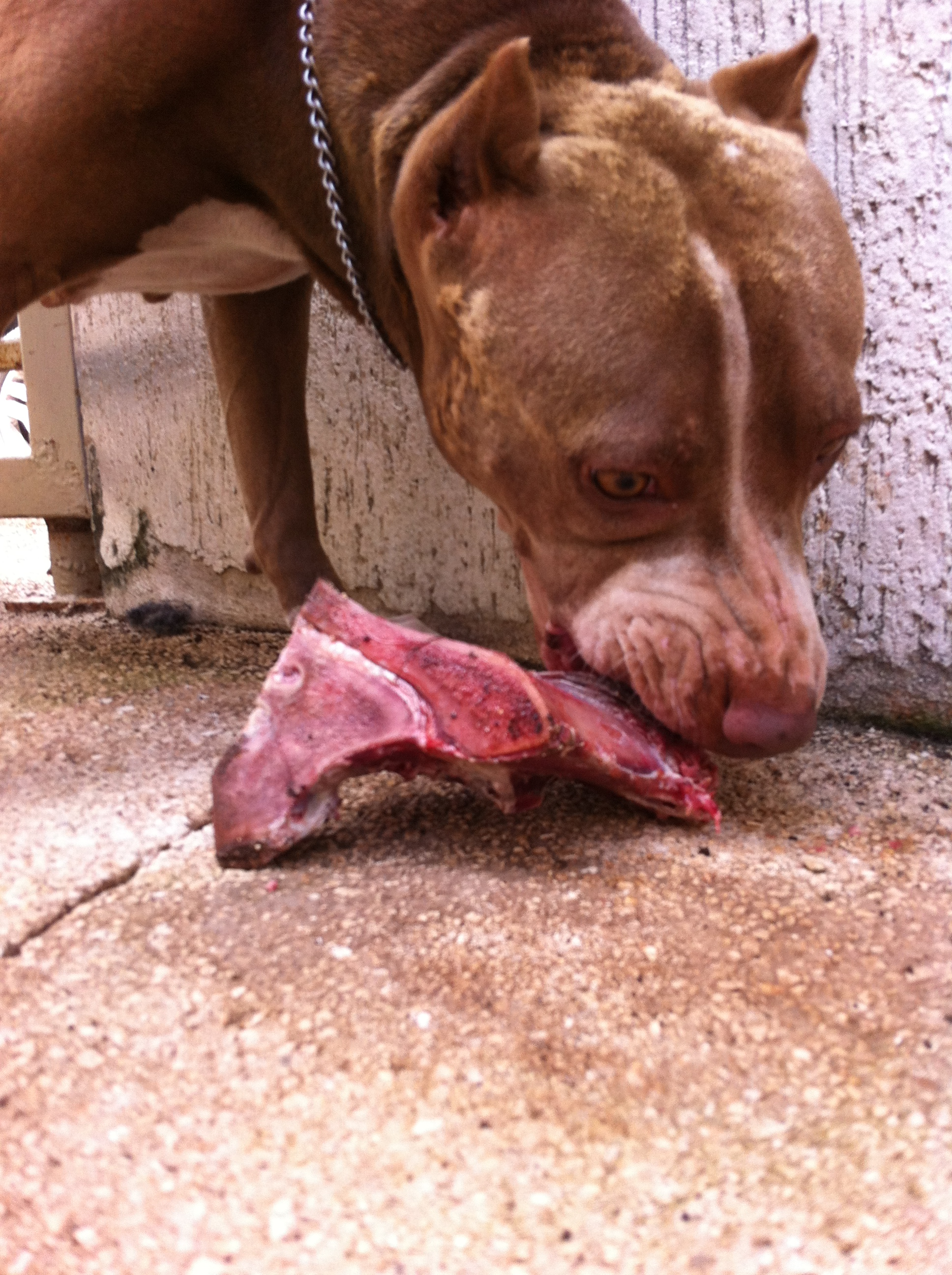
Một con Pit bull đang ăn, mỗi bữa ăn Pitbull có thể ăn đến cả cân thịt bò

Pit bull là một giống chó tầm trung bình và nhỏ, chúng cao từ 45 đến 55 cm, nặng từ 18 đến 22 kg và có sức mạnh cơ bắp hơn bất cứ giống chó nào khác. Nhìn chung, Pit Bull có ngoại hình khá dữ dằn, chúng có khung xương vững chãi, cơ bắp săn chắc, vai trước vạm vỡ, đặc biệt là đôi mắt đỏ ngầu dữ tợn dưới cái trán to gồ, giống chó này được biết đến với ngoại hình đầy cơ bắp và đặc biệt gây ấn tượng với vẻ ngoài hung dữ, hầm hố. Vẻ ngoài cơ bắp và chiến đấu khiến Pitbull dễ bị ác cảm do đó nhiều đồn thổi về giống chó Pit bull một phần vì ngoại hình dữ dằn của loài chó này. Ở Việt Nam, nhiều người dân ở Hà Nội cũng rất thích nuôi loại chó này bất chấp nguy hiểm vì nhìn nó rất dữ tợn có thể trấn áp, uy hiếp được người khác vì chúng nhìn dữ dằn, hồng hộc lao đi như muốn nhảy chồm và dùng hàm răng xé tan bất cứ thứ gì.
Loài chó này còn có một cơ hàm khác biệt, có cấu tạo như khớp khóa, vì vậy khi nó đã cắn vật gì, hay đối thủ thì không dễ nhả ra. Vết thương do chó căn để lại sẽ rất sâu và rộng vì hàm răng của chúng rất dài, sắc nhọn, ở mức độ nhẹ có thể mang tật, nặng hơn có thể nguy hiểm đến tính mạng. Chó Pitt bull sở hữu lực cắn mạnh lên đến 250 pounds/1 inch vuông với bộ hàm khỏe và lực cắn mạnh, lực cắn của chúng có thể lên đến 106.5 kg. Chỉ cần một nhát cắn của một con pitbull bình thường cũng sẽ cướp đi sinh mạng của một con chó khác, ngay cả chó chăn cừu Đức cũng không đáng kể. Một con Pitbull bình thường có thể cắn vào một vật và đu mình 30 phút không biết mệt, điều này xuất phát từ điểm nổi trội của Pitbull là chúng có thể lực tốt và thần kinh tốt, thậm chí một số con có thể kéo cả chiếc ô tô 4 bánh giống như một lực sĩ hạng nặng.
Do Pitbull phải vận động mạnh nên chúng ăn rất nhiều đạm. Loại thịt mà loài chó này thích nhất là thịt bò, mỗi bữa ăn Pitbull có thể ăn đến cả cân thịt bò. Trong việc huấn luyện chó chiến đấu, thực đơn ăn uống của Pitbull cũng được quan tâm đặc biệt, một số người cho món ăn thường xuyên của Pitbull là cổ gà,người ta cho Pitbull ăn theo khẩu phần 12 chiếc cổ gà mỗi ngày, chia làm hai bữa. Cứ luộc nguyên cổ gà rồi cho Pitbull ăn, vừa đủ chất lại vừa luyện được răng. Thỉnh thoảng cho Pitbull ăn thịt chó để chúng dữ tợn hơn và tăng cường sức chiến đấu.

### Tính cách

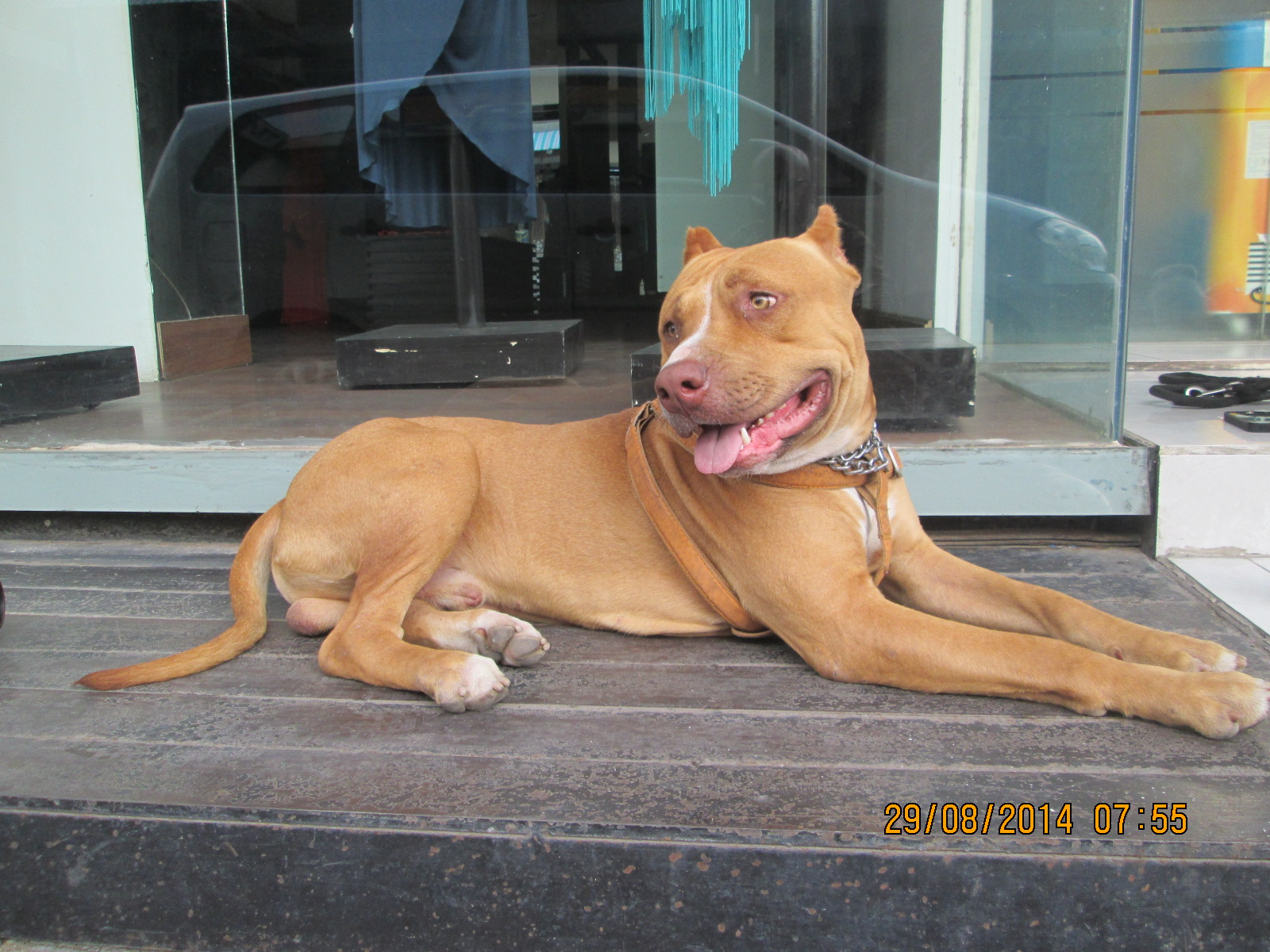
Chó sục Pitbull Mỹ là giống chó ham mồi, hiếu chiến

Chó Pitbull bình thường rất thân thiện và hiền lành, trừ khi chúng bị đe dọa hoặc tấn công, ngoài ra Pitbull còn là loài chó rất trung thành, tình cảm với chủ. Tuy nhiên, điểm nổi bật của giống chó này chính là khả năng chiến đấu. Chúng chiến đấu rất hăng mỗi khi có đối thủ hoặc người lạ xâm nhập vào lãnh địa và sẵn sàng tấn công đối phương đến chết khi giao đấu Dòng chó Pitbull được xếp vào danh mục các giống chó nguy hiểm nhất đối với con người trong tổng số hơn 400 loài chó hiện nay trên thế giới, Pitbull được đứng đầu trong số những loài nguy hiểm nhất, sự nguy hiểm và ham mồi của giống chó này thể hiện ở chỗ khi đã ngoạm vật gì thì chỉ khi vật đó bị đứt lìa thì nó mới nhả ra và chuyển sang ngoạm chỗ khác thậm chí chúng day nghiến vật đó cho đến chết.
Khi bị Pitbull tấn công thì người ta sẽ thấy thương hại cho con chó đã dám tấn công Pittbull, kể cả khi con chó đó to hơn gấp ba lần. Chúng ít khi bại trận trước những giống cho lớn hơn, hung dữ hơn, điểm nổi bật của chúng chính là sự bền bỉ không gì khuất phục được. Pitbull không biết sợ hay lùi bước trước bất kì đối thủ nào, khi đã lâm trận, loài chó này còn cuồng hơn cả chó điên, chó dại. Do tập tính lãnh thổ cao, do đó theo bản năng nó có thể tấn công những con chó, thú khác đến cùng thậm chí là những con thú lớn hơn nó nhiều lần. Là loài chó dường như không có cảm giác đau đớn, lỳ đòn, điều này khiến loài chó này sẵn sàng tấn công bất cứ ai.
| “                                | Thứ nhất, chúng gan lỳ và bền bỉ đến mức chúng chỉ chịu thua khi bị giết chết. Chúng không bao giờ bỏ cuộc hoặc tháo chạy khỏi một trận chiến. Thứ hai, chúng thường chiến thắng là do tìm được một chỗ hiểm trên cơ thể đối thủ và sau đó, khi hai hàm răng của chúng đã cắm vào chỗ hiểm thì chúng sẽ nghiến chặt hai hàm lại, nhất định không chịu nhả ra cho đến khi cuộc chiến kết thúc | ” |
| — John Marsh, Nhà huấn luyện chó | |   |

Dòng chó Pitbull được xếp vào danh mục 11 giống chó nguy hiểm nhất đối với con người trong tổng số hơn 400 loài chó hiện nay trên thế giới. Thậm chí, theo bảng xếp hạng giống chó nguy hiểm thì loài Pitbull được đứng đầu trong số những loài nguy hiểm nhất. Loài chó này là bởi nó hội tụ đầy đủ nhất lợi thế chiến đấu của loài chó như một khung xương vững chắc, bộ hàm hộp không quá dài, một hệ cơ bắp mà không loại chó nào phát triển mạnh như nó, một hệ tuần hoàn với trái tim lớn và một chiến ý mãnh liệt, không biết sợ hay chùn bước trước bất kì đối thủ nào.

## Huấn luyện

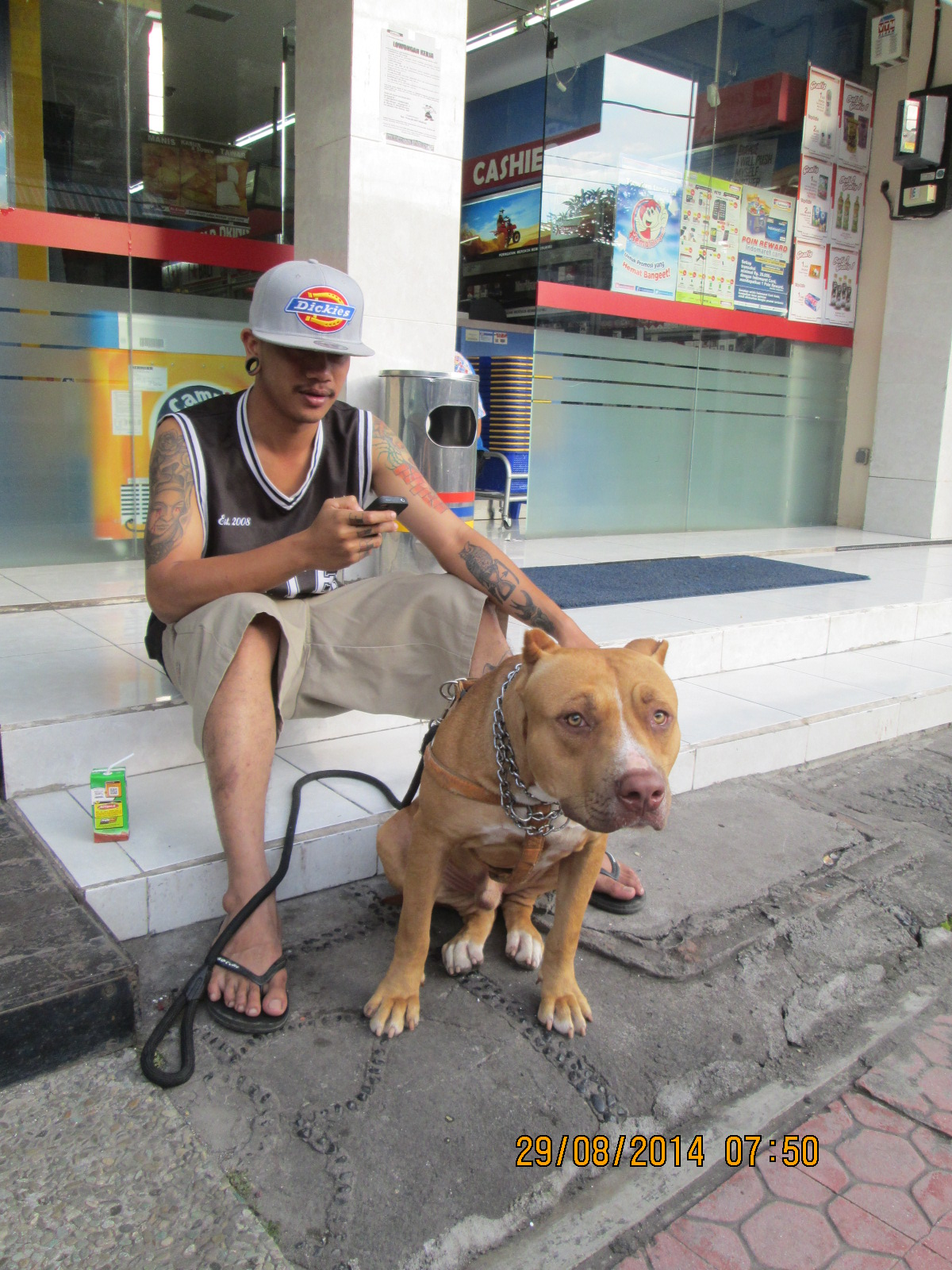
Chó sục Pit Bull Mỹ

Người ta nuôi và huấn luyện chó bằng nhiều bài cho đến khi vật nuôi đạt độ trưởng thành và hung dữ, đủ để xung trận. Để trở thành một chiến binh, Pitbull phải trải qua những bài huấn luyện công phu. Trung thành là bản tính có sẵn của Pitbull nên việc huấn luyện chỉ nhằm mục đích để cho chúng khỏe mạnh, bền sức và đặc biệt là càng hung dữ càng tốt. Để Pitbull chiến đấu tốt phải cho chúng trở về bản năng gốc, cho nên người ta không đưa chúng vào các trường huấn luyện chó, Pitbull sẽ trở nên ngoan ngoãn và mất hẳn bản năng chiến đấu của chúng.
Mỗi con Pitbull sẽ được chủ huấn luyện theo một cách riêng, nhưng đa phần đều trải qua những bài tập rất chung như quấn xích vào cổ để chạy, có con phải đeo chiếc xích to bằng cổ tay, tương đương trọng lượng cơ thể và tuy chiếc xích có thể nặng đến 40 kg nhưng pitbull vẫn nhấc lên nhẹ nhàng. Người ta còn cho chúng chạy trên máy tập, kéo lò xo, kéo lốp xe, cắn thịt sống… Để có hàm cứng cáp, nướu dẻo như cao su, cơ bắp săn chắc, có người đã xây dựng một hệ thống bài tập tổng hợp cực kỳ nghiêm ngặt. Một đoạn dây cao su to được treo lên trần nhà, chó nhảy lên táp rồi treo lơ lửng, tiếp đến phải xé dừa khô, cắn cây chuối. Thậm chí, chó phải đeo lốp xe hơi lên cổ rồi chạy marathon, tập bơi, chạy bộ.
Khi đã áp dụng những bài tập đó cho Pitbull thì ngày nào cũng phải duy trì đầy đủ, bất chấp điều kiện thời tiết. Các bài tập khác đều có xích để giữ, riêng bài kéo lốp thì phải thả ra cho chúng chạy, lúc thì để chạy theo xe, khi lại cho bơi xuống hồ nước, lúc lại cắn xé chiếc lốp cao su, ngày nào cũng phải dành hàng giờ đồng hồ đi bơi cùng những bài tập dẻo dai khác để tăng cường sức khỏe cho chúng. Ngoài ra, để huấn luyện được một con chó chọi tốt, người chủ nuôi phải kích động thái độ hung dữ của vật nuôi bằng số động vật nhỏ như mèo để nó làm quen và trở lên ngày càng dữ tợn. Ngoài những bài tập thể lực, thỉnh thoảng chủ chó còn có một bài tập dã man, đó là thử chó. Trước mỗi trận đánh, chủ chó thường thử khả năng chiến đấu của Pitbull đồng thời kích thích thú tính của chúng bằng cách mua một con chó sắp bị thịt mang về thả ra cho Pitbull cắn. Thường thì những cuộc chiến không cân sức đó chỉ kéo dài chưa đến 5 phút là con vật hiến thân kia sẽ chết.

## Chọi chó
Giống chó Pitbull đã thu hút được sự quan tâm của những người đam mê chơi chó bởi ngoại hình khỏe mạnh, sự trung thành với chủ, dữ dằn trong chiến đấu và sự hung dữ, một số người chơi Pitbull đã đẩy chúng vào những trận chiến sinh tử, tàn khốc. Trên thế giới, tại một số nước Nam Á, Nga hay như Trung Quốc lâu nay cũng ưa chuộng trò chơi chọi chó. Tại các nước châu Mỹ, nguồn gốc của những chú chó Pitbull, nơi chúng sống với chủ như những người bạn, người vệ sĩ trung thành. Tuy nhiên, sau khi du nhập về các nước châu Á nói chung và Việt Nam nói riêng, đa số Pitbull trở thành chiến binh cho những cuộc chiến và cá độ. Pitbull trở thành công cụ kiếm tiền cho những người chủ chó máu mê cờ bạc và việc chọi chó Pitbull rộ lên và có chiều hướng thành phong trào như một thú chơi hành động, mang tính bạo lực.

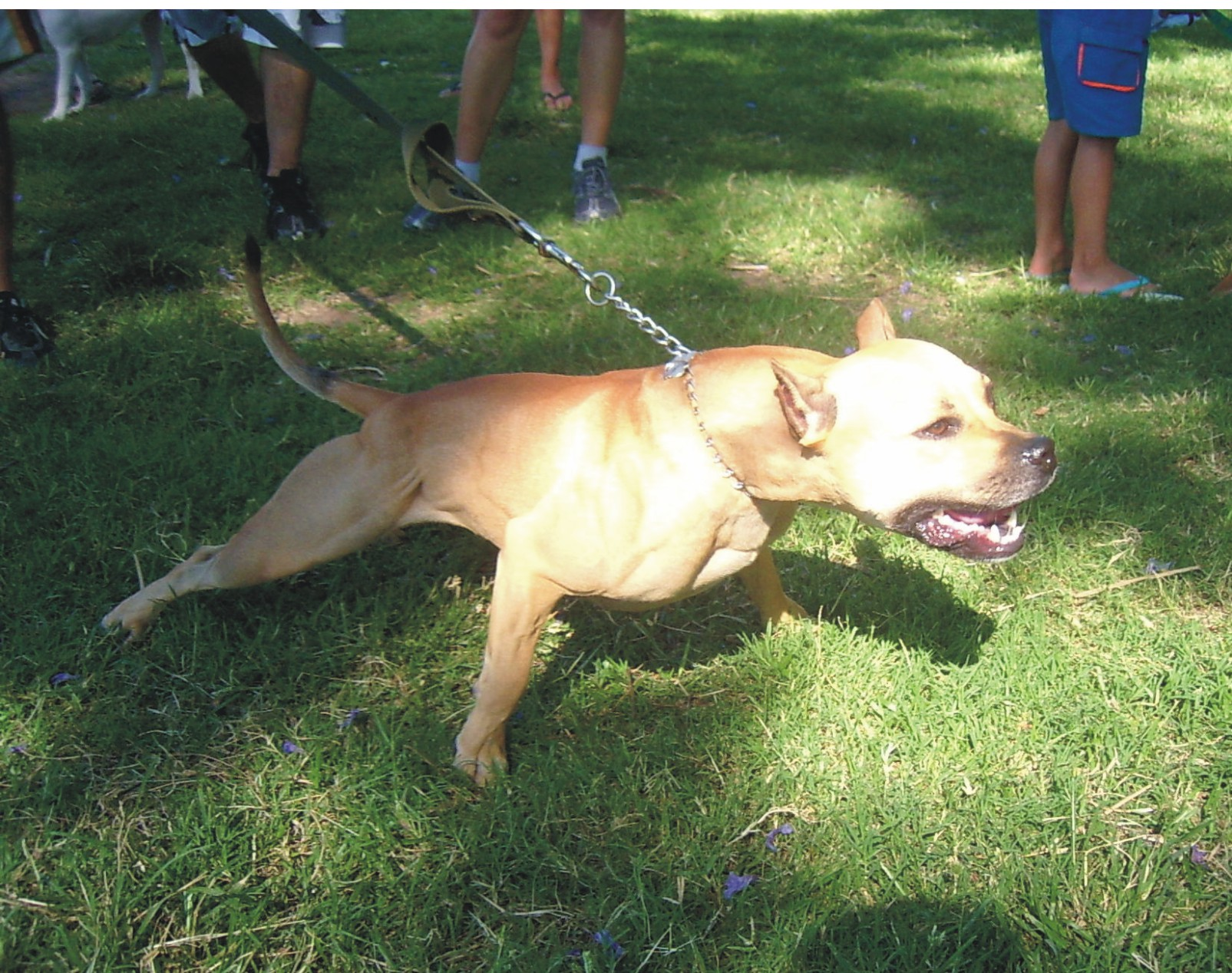
Một con Pit bull trong một trận đánh

Một trận chọi chó thường kéo dài nhiều hiệp, mỗi hiệp khoảng 10 phút, chọi đến khi nào có một con thua do chấn thương hoặc chết mới dừng lại. Ngay việc kết thúc một trận chiến, nhiều chủ chó phải sử dụng một công cụ hỗ trợ gọi là banh hàm để tách được 2 đấu sĩ ra do đặc tính của Pitbull đã cắn là không nhả. Một Pitbull trưởng thành chỉ tham chiến mỗi tháng một trận do cần thời gian để phục hồi chấn thương. Chó Pitbull nặng khoảng 30–40 kg/con, rất hung dữ và hiếu chiến thường lao vào cắn xe nhau tàn bạo, thông thường, chó tham gia các cuộc đấu đã ở giai đoạn trưởng thành, nặng khoảng 30– 35 kg, và luôn trong trạng thái hung dữ, bị kích động.
Sau mỗi trận, dù thắng hay thua, chúng đều bị những chấn thương nhất định, nhẹ thì rách da, toác thịt… nặng thì gãy xương hoặc hơn nữa là bị cắn vào các động mạch. Các con chó đều mang đầy thương tích, con nhẹ thì gãy răng, đứt môi, tai, nặng thì có thể mất mạng. Những chú chó đã được huấn luyện để lao vào cắn xé nhau đến nát thịt, tan xương đang phục vụ cho thú chơi cờ bạc, cá độ của con người, sau một thời gian, các chú chó này lại tiếp tục lao vào trận chiến mới và lại một quá trình phục hồi. Sau khi chó đã trải qua các cuộc chọi, bản thân con chó đấy sẽ trở nên hung dữ rất nguy hiểm cho xã hội. Đã có rất nhiều trường hợp ở nước ngoài, chó tham gia chọi chó bất ngờ tấn công trẻ em hoặc cả người lớn. Tại Hoa Kỳ từ năm 2005-2012 bình quân mỗi năm có 19 người bị tử vong ở Mỹ do bị loại chó Pitbull tấn công.